# Cecerleg (ajmak północnochangajski)
Cecerleg (mong. Цэцэрлэг сум) – jeden z 19 somonów ajmaku północnochangajskiego położony w jego najbardziej wysuniętej na północ części. Siedzibą administracyjną somonu jest Chudżirt znajdujący się 620 km od stolicy kraju, Ułan Bator i 212 km od stolicy ajmaku, Cecerlegu. W 2010 roku somon liczył 3495 mieszkańców.

## Gospodarka
Występują tu złoża rudy żelaza. Usługi: szkoła, szpital i kurorty.

## Geografia
Somon położony jest wśród gór: Dżarglant, Arszaan, Chudżirt i Chongordż poprzecinanych licznymi dolinami. Obszar znajduje się w strefie surowego klimatu kontynentalnego. Średnie temperatury stycznia wynoszą od -22 do -24, natomiast czerwca między 14 a 16 °C. Średnie roczne sumy opadów wynoszą 280 – 400 mm.

## Fauna
Na terenie somonu występują m.in. lisy, wilki, manule, dzikie kozy, jelenie, dzikie owce i świstaki syberyjskie.